# Saint-Nicolas-de-la-Taille
Saint-Nicolas-de-la-Taille – miejscowość i gmina we Francji, w regionie Normandia, w departamencie Sekwana Nadmorska.
Według danych na rok 1990 gminę zamieszkiwało 1029 osób, a gęstość zaludnienia wynosiła 111 osób/km² (wśród 1421 gmin Górnej Normandii Saint-Nicolas-de-la-Taille plasuje się na 226. miejscu pod względem liczby ludności, natomiast pod względem powierzchni na miejscu 392.).